# Сканави, Георгий Иванович
Гео́ргий Ива́нович Скана́ви (1910—1959) ― советский физик, доктор физико-математических наук, профессор.

## Биография
Родился 1 июля 1910 года в Петербурге в семье профессора Политехнического института Ивана Сканави. Брат известного математика Марка Сканави.
В 1931 окончил Ленинградский политехнический институт, после этого работал на заводе «Электросила». В 1931—1935 годах занимался исследованием высоковольтной изоляции электрических машин. Им был предложен метод устранения короны и методы испытания изоляции. Также исследовал диэлектрические потери в стеклах, открыл нейтрализационный и кристаллизационный эффекты понижения потерь.
В 1935 году начал работать в НИИ радиопромышленности. С 1940 года работает заведующим лабораторией физики диэлектриков в ФИАН имени П. Н. Лебедева. В 1949 году избран профессором МГУ.
Умер 11 ноября 1959 года в Москве, похоронен на Новодевичьем кладбище.

## Вклад в науку
Создал ряд новых диэлектриков с высокой диэлектрической проницаемостью и развил теорию, которая объясняет высокое значение диэлектрической проницаемости кристаллов. Создал новые керамические материалы, за эти работы в 1952 году был удостоен Государственной премии СССР.
Создал диэлектрики с высокой диэлектрической проницаемостью. В 1958 году в его лаборатории впервые были получены крупные монокристаллы титаната стронция, исследованы их диэлектрические свойства и обнаружено появление у них сегнетоэлектрических свойств при гелиевых температурах. Обнаружил парамагнитный резонанс в этих кристаллах и фотопроводимость в неокрашенных кристаллах KBr, стимулированную предварительным наложением импульса высокого напряжения.
Исследовал диэлектрическую проницаемость и потери щелочно-галоидных монокристаллов на радиочастотах в широком интервале температур и поликристаллических титанатов в области сверхвысоких частот. Создал новый класс электретов (керамические электреты) и провел их экспериментальное исследование.

## Награды
- Сталинская премия 3-й степени (1952).